# Albert-Joseph de Saxe
Titre
Prétendant au trône de Saxe
23 juillet – 6 octobre 2012
(2 mois et 13 jours)
Albert Joseph Marie François-Xavier de Saxe, né le 30 novembre 1934 à Bamberg et mort le 6 octobre 2012 à Munich, est un historien allemand et un membre de l'ancienne maison royale saxonne de  Wettin.

## Biographie
Il est le quatrième enfant et deuxième fils de Frédéric-Christian, margrave de Misnie et d'Hélène Élisabeth de Tour et Taxis.
En 1954, il obtient son diplôme d'études secondaires puis il étudie à l'université Louis-et-Maximilien de Munich. Il commence par l'économie, mais plus tard il étudie l'histoire et le folklore. Il est diplômé en 1961 avec une thèse sur son ancêtre, le roi Jean de Saxe. La même année, avec son père et son frère aîné Marie-Emmanuel, il réunit à nouveau le chapitre de l'ordre militaire de Saint-Henri. À l'université de Munich, il est à la base de l'Institut d'histoire saxonne. Il a écrit de nombreux ouvrages sur l'histoire de la Saxe.
Ce n'est qu'en 1982 qu'il reçoit du gouvernement de la RDA pour la première fois la permission de visiter son pays natal. Il parcourt la Saxe en 1983 et 1985, mais par la suite il n'obtient plus la permission du gouvernement est-allemand. Après la réunification allemande, Albert-Joseph s'occupe principalement d'obtenir une compensation financière pour les propriétés perdues de sa famille.
En 1980, il épouse Elmira Henke (25 décembre 1930 - 14 juin 2022), mais ils n'ont pas d'enfants. Après la mort de son frère aîné Marie-Emmanuel en juillet 2012, le prince Albert assume la charge de chef de la maison royale de Saxe, malgré son union morganatique. Cependant, son neveu Alexandre de Saxe-Gessaphe lui conteste ce titre.

## Œuvres
- Die Reform der sächsischen Gewerbegesetzgebung (1840 - 1861), Dissertation Universität München 1970
- Dresden, Weidlich, Frankfurt 1974,  (ISBN 3-8035-0474-0)
- Leipzig und das Leipziger Land, Weidlich, Frankfurt 1976,  (ISBN 3-8035-8511-2)
- Die Albertinischen Wettiner - Geschichte des Sächsischen Königshauses (1763 - 1932), St.-Otto-Verlag Bamberg 1989 (1. Aufl.),  (ISBN 3-87693-211-4); Gräfelfing 1992 (2.Aufl.),  (ISBN 3-87014-020-8)
- Weihnacht in Sachsen, Bayerische Verlagsanstalt München 1992,  (ISBN 3-87052-799-4)
- Die Wettiner in Lebensbildern, Styria-Verlag Wien/Graz/Köln 1995,  (ISBN 3-222-12301-2)
- Die Wettiner in Sachsen und Thüringen, König-Friedrich-August-Institut Dresden 1996
- Das Haus Wettin und die Beziehungen zum Haus Nassau-Luxemburg, Bad Ems 2003
- Bayern & Sachsen - gemeinsame Geschichte, Kunst, Kultur und Wirtschaft (mit Elmira von Sachsen und Walter Beck), Universitas München 2004,  (ISBN 3-8004-1462-7)
- Königreich Sachsen: 1806 - 1918; Traditionen in Schwarz und Gelb, Verlagsgesellschaft Marienberg 2007,  (ISBN 978-3-931770-67-9)

## Source
- (nl) Cet article est partiellement ou en totalité issu de l’article de Wikipédia en néerlandais intitulé « Albert Jozef van Saksen » (voir la liste des auteurs).